# Rivière Galiote
Pour les articles homonymes, voir Galiote.
La rivière Galiote est un cours d'eau de l'île d'Anticosti, au Québec (Canada), se jetant dans le golfe du Saint-Laurent. Elle est localisée dans la municipalité de L'Île-d'Anticosti.
Une route forestière (sens nord-sud) dessert le côté ouest de la partie intermédiaire et inférieure de cette vallée, reliant la réserve écologique du Grand-Lac-Salé, et la route principale passant au centre-nord de l'île.

## Toponymie
Le terme galiote se réfère à trois types différents de navires de haute mer, munis de voiles. Ces navires ont aussi été utilisés dans la marine de guerre. Au cours de l’histoire, selon les régions, le terme « galiote » désignait aussi un caboteur et un voilier de pêche.
Bien que l'origine de l'attribution de cette désignation toponymique s'avère inconnue, il est raisonnable de croire que ce toponyme évoque le naufrage d'une galiote dans les parages de l'île d'Anticosti.
David Têtu (1830-1910) qui exerçait une forme d'autorité en matière de pêche sur la Côte-Nord, notamment dans la chasse aux marsouins et aux requins, a agi notamment comme responsable de la surveillance des navires naufragés de 1870 à 1879, au phare de la pointe du Sud de l'île d'Anticosti. Sur sa propre carte géographique, Têtu utilisait le nom de « Galiote River ». Le nom de ce cours d’eau a connu plusieurs variantes notamment graphiques: Galiote River, River Galiotte, Sabotte River et Galti River,.
Plus de 400 naufrages ont été répertoriés autour de l'île d'Anticosti depuis le début de sa colonisation qui commença en 1680 à la suite de la donation de l'île en fief et seigneurie à Louis Jolliet. Parfois surnommée le « Cimetière du golfe », cette île comporte plusieurs toponymes se référant au naufrages ou à des types de navires, notamment Havre du Brick, rivière du Brick, Pointe à la Goélette et rivière Galiote. La désignation toponymique «Rivière Galiote» a été inscrite en 1959 au registre de la Commission de géographie du Québec.
Le toponyme « rivière Galiote » a été officialisé le 5 décembre 1968 à la Banque des noms de lieux de la Commission de toponymie du Québec.

## Géographie
La rivière Galiote tire sa source d'une zone de marais (altitude: 222 m), situé au centre-sud de l'île. Cette source est située en zone forestière :
- à l’ouest de la Tour-Chicotte;
- au sud du lac Wickenden;
- à l'est du centre-ville du village de Port-Menier;
- au sud de la rive nord de l'île d'Anticosti;
- au nord-est de la rive sud de l'île d'Anticosti[2].

À partir de sa source, la rivière Galiote coule sur environ 27 km avec un dénivelé de 222 m, selon les segments suivants:
- vers le sud, en recueillant un ruisseau (venant du nord-ouest), un second (venant du nord-est) et un troisième (venant de l’ouest), jusqu'à un coude de rivière, correspondant à un ruisseau (venant de l’ouest). Note: Le lieu-dit Galiote-la-Chute est sur la rive ouest de ce coude de rivière;
- vers l’est dans une vallée encaissée, jusqu'à un coude de rivière, correspondant à un ruisseau (venant du nord-est). Note : Le lieu-dit Galiote-la-Fourche est sur la rive sud-ouest de ce coude de rivière;
- vers le sud dans une vallée encaissée, jusqu'à la décharge (venant de l'est) de deux lacs;
- vers le sud en passant sous le pont de la route forestière qui longe le littoral sud de l’île d’Anticosti, jusqu'à son embouchure[2].

La rivière Galiote se déverse côté est du Gand lac Salé, du Petit lac Salé, de la baie des Sables et de la côte de la Grande Traversée, sur la rive sud de l'île d'Anticosti, dans le golfe du Saint-Laurent. Cette confluence est située :
- à l'est de la pointe de la Tourbe;
- à l’est de l'embouchure de la rivière du Brick;
- à l’ouest de l’embouchure de la rivière aux Rats;
- à l’est du centre du village de Port-Menier[2].

## Réserve écologique du Grand-Lac-Salé
En 1991, le gouvernement du Québec avait établi la réserve écologique du Grand-Lac-Salé couvrant approximativement 7000 hectares. En sommaire, cette réserve était délimitée par le milieu de la rivière du Brick à partir de sa confluence avec le détroit d'Honguedo, en remontant la rivière jusqu'à la latitude 5 468 000 m N[pas clair]; de là, vers l'est, jusqu'au centre de la rivière Galiote; puis vers le sud en suivant le centre de cette dernière rivière, jusqu'à sa confluence avec le détroit d'Honguedo.

## Activités récréotouristiques
Entre les kilomètres 7 et 11, la rivière Galiote offre un décor sauvage avec des rebords peu escarpés. La platière caillouteuse permet d’y marcher si l’eau est basse comme s’il s’agit d’un sentier non balisé sur le fond de la rivière. Aux alentours, les promeneurs y aperçoivent souvent des lièvres et des chevreuils. La flore de cette zone comporte de nombreuses espèces rares.